# Grammonus thielei
Grammonus thielei is een straalvinnige vissensoort uit de familie van naaldvissen (Bythitidae). De wetenschappelijke naam van de soort is voor het eerst geldig gepubliceerd in 2004 door Nielsen & Cohen.